# Kevin Volland
Kevin Volland (Marktoberdorf, 30 de julho de 1992) é um futebolista alemão que atua como atacante. Atualmente, defende o 1860 Munique.

## Títulos

### Prêmios individuais
Alemanha
- Chuteira de Prata do Campeonato Europeu Sub-21 de 2015[3]
- Equipe do torneio do Campeonato Europeu Sub-21 de 2015[4]